# Foreca
Foreca — приватна фінська метео-компанія. Найбільша у своєму роді в країнах Північної Європи, зі штаб-квартирою в Еспоо, Фінляндія.

## Історія
Foreca створена в 1996 році під назвою «Weather Service». У січні 2001 року її назва була змінена на Foreca у зв'язку з розширенням компанії на міжнародний рівень. Узимку 2019 року мобільний додаток «Foreca» отримав українську версію в App Store та Google Play.

## Послуги
З 2004 року компанія має контракт з «Microsoft» на виробництво контенту для своїх міжнародних сайтів «MSN». На цих сайтах вона прогнозує погоду на 25 мовах для 12247 міст у 221 країні. Компанія також має вільний додаток прогнозу погоди для смартфонів під назвою «Foreca Weather». Вона забезпечує поточний прогноз погоди, прогнози погоди на 10 діб і погодних анімацій для будь-якого місця у світі.